# Kastaniés, Kilkis
Kastaniés är en ort i Grekland.   Den ligger i prefekturen Nomós Kilkís och regionen Mellersta Makedonien, i den norra delen av landet, 300 km norr om huvudstaden Aten. Kastaniés ligger 101 meter över havet och antalet invånare är 617.
Terrängen runt Kastaniés är platt åt sydväst, men åt nordost är den kuperad. Runt Kastaniés är det ganska tätbefolkat, med 58 invånare per kvadratkilometer. Närmaste större samhälle är Kilkis, 9,8 km öster om Kastaniés. Trakten runt Kastaniés består till största delen av jordbruksmark.